# Erodium micropetalum
Erodium micropetalum là một loài thực vật có hoa trong họ Mỏ hạc. Loài này được Boiss. & Hausskn. mô tả khoa học đầu tiên năm 1867.